# Trøgstad
Trøgstad est une kommune de Norvège. Elle est située dans le comté d'Østfold et l'on y trouve un camping.